# 祐漢第八街公共房屋項目
祐漢新村第八街公共房屋項目，是澳門一個由中華人民共和國澳門特別行政區政府運輸工務司轄下的澳門房屋局規劃中的社會房屋項目，位於澳門北區祐漢新村第八街，佔地面積1,544米，可建樓宇高度90米，同時設有綠化休憩區等。
該用地前身為祐漢新邨順利樓D、E、F、G座，為配合舊區重整計劃才最先清拆，2009年重建為「舊區重整諮詢委員會」辦事處及休憩區，但在2014年時「舊區重整諮詢委員會」懸空，祐漢臨時辦事處亦丟空，其後有關舊區重整的計劃計劃擱置，辦事處建築直至2019年7月確定清拆，2021年全面改建為臨時休憩區。2016年2月24日，城市規劃委員會舉行第二次全體會議，其中討論將該用地興建公共房屋。2022年7月，房屋局宣佈放棄祐漢第八街用地，但到同年12月6日，澳門城市規劃委員會公示該用地規劃條件圖草案，當中包括確定將位於祐漢第八街的臨時休憩區用地繼續用作興建公共房屋，並於2023年1月4日進行首次討論。2024年8月，政府表示計劃興建夾屋，將作為首個都市更新先導規劃。

## 舊區重整咨詢委員會時期

### 成立
2005年11月8日，特區公報刊登第354/2005號行政長官批示，設立「澳門舊區重整諮詢委員會」，就舊區重整的各項問題提供意見及建議。

### 設立祐漢臨時辦事處
2009年4月19日，土地工務運輸局計劃將位於黑沙環的長壽大馬路及祐漢新村第八街交界的兩座順利樓E、G座拆卸，將之建為舊區重整諮詢委員會祐漢臨時辦事處。至於第二階段是將順利樓的D、F座清拆並計劃改建成為休憩區，竣工後的休憩區將開放予公眾使用。
2009年7月15日，土地工務運輸局表示，於該年6月完成位於黑沙環長壽大馬路及祐漢新村第八街交界的兩座順利樓E、G座的拆卸工作後，於同年7月在原址動工興建“舊區重整諮詢委員會祐漢臨時辦事處”。 正在興建中的“舊區重整諮詢委員會祐漢臨時辦事處”樓高一層，面積約675平方米，該辦事處包括辦公室、多功能活動室、會客室和會議室等，初步預計在該年年底完工。按原定計劃，土地工務運輸局將對順利樓的D、F座進行清拆，並由民政總署設計及改建成為休憩區，竣工後的休憩區將開放予公眾使用，有關工程於2010年第一季度動工。

### 辦事處丟空時期
2014年3月，澳門《城市規劃法》正式生效。2015年3月，舊區重整諮詢委員會真空三個月，被指在無聲無息中被澳門特別行政區政府撤銷；原位於長壽大馬路至祐漢第八街交界的“舊區重整諮詢委員會祐漢臨時辦事處”於2017年時仍處於丟空狀態。
2019年7月4日，舊區重整諮詢委員會位於祐漢新村第八街的臨時辦事處即將拆卸，工務局就該建築物的拆卸工程以諮詢標方式招標。根據開標結果，招標以書面諮詢方式進行，共收到九份標書，其中七份被接納的標書提出的工程費用由三十一萬四千至七十三萬八千多澳門元不等，工期由四十五天至九十天。

## 祐漢第八街臨時休憩區
祐漢新村第八街臨時休憩區（Zona de Lazer da Rua Oito do Bairro Iao Hon），位於澳門半島北區祐漢新村第八街，前身為順利樓D、E、F、G座，先於2009年於原順利樓D、E座用地設置臨時休憩區，而旁邊原順利樓F、G座的土地曾改建為“舊區重建咨詢委員會祐漢臨時辦事處”後被丟空，2021年將原該辦事處用地擴建，用作臨時休憩區。
休憩區設施方面，設有羽毛球場、滾軸溜冰場、綠蔭長椅及涼亭、康體器材及公共洗手間。
2020年7月，位於祐漢新村第八街土地正式改建為臨時休憩區。
2020年10月14日，市政署計劃擴建休憩區，包括將面積約940平方米的地段即原「舊區重整諮詢委員會祐漢臨時辦事處」用地，設置為多元化康體場地，將設有羽毛球場、直排輪場地及成人體適能健身設施等。
2021年8月下旬，建造工程大致已完成，設置多元化康體場地。建造工程亦接近尾聲，毗鄰休憩區地段之前已建為休憩運動場地，料新場開放後休憩空間得以擴大，運動健身設施增加。該休憩區於2020年11月與相連的閒置土地進行擴建工程，將休憩區劃分成不同的區域並加入不同的運動設施，讓休憩區更多元化。
2021年9月，臨時休憩區擴建工程即將峻工。區位於祐漢生果街隔壁，設有綠化涼亭區、康體和體能鍛煉器材以及公共洗手間，為區內休憩及鍛煉身體之地。新休憩區面積約940平方米，設置為多元化康體場地，場內有羽毛球場、直排輪場地及成人體適能健身設施等。
2022年1月12日，第21屆澳門城市藝穗節於該處舉行開幕儀式。
2023年7月，為配合公共建設局的公屋建造工程探土工作，休憩區將分階段局部圍封並暫停開放。工期約60天。

## 公共房屋規劃及興建

### 規劃過程
2016年2月24日，澳門城市規劃委員會舉行全體會議，其中包括一幅祐漢第八街原舊區重整咨詢委員會臨時辦事處及旁邊的臨時休憩區用地興建公共房屋。按照規劃條件圖草案說明，該地段最大可建樓宇高度為90米，城市設計指引建議不少於一半地下停車場車位供公共使用，並同意裙樓頂層不少於一半的綠化面積。
2016年4月29日，該用地將改建成建約200個社屋單位，工務局已發出規劃條件圖。運輸工務司司長羅立文表示，明白公屋興建進度並非按市民最理想的速度推進，但政府會盡力去做。
2021年8月，原定8月10日舉行的立法會行政長官問答大會由於疫情影響取消，改由書面題問形式。行政長官賀一誠回覆議員邱庭彪書面提問時指，經綜合分析祐漢七棟樓群調研報告中的居民重建意願，以及都更公司已收集有關順利樓近八成的業主聯繫資訊，順利樓北側地塊，即原舊區重整諮詢委員會祐漢臨時辦事處，具備條件作為祐漢七棟樓群內都市更新工作第一期項目。

### 房屋局放棄用地
2022年9月28日，特區公報刊登運輸工務司司長批示，房屋局聲明放棄位於祐漢新村第八街面積合共1,544平方米的八幅土地的批租權，歸還特區，納入國家私產。房屋局表示，鑑於該等土地現處於空置狀況，且澳門特別行政區擬對有關土地作出更合理利用，房屋局根據《土地法》規定，向行政管理委員會提交一份關於放棄有關土地的租賃批給的建議書，該建議書於同年9月13日經該機關決議通過，並於同一日獲運輸工務司司長批示許可。
2022年10月1日，對於房屋局放棄祐漢臨時休憩區土地歸還特區，行政長官賀一誠稱，有關土地會作為澳門都市更新股份有限公司的祐漢總體整治方案的先導計劃。

### 繼續規劃
2022年12月初，城市規劃委員會公示十幅規劃條件圖草案，其中一幅包括當時用作市政署臨時休憩區用地改為H2類居住用地（即居住，或兼容商業及公用設施用途）。2021年，政府指有關土地具條件作為祐漢七幢樓群內都市更新工作第一期項目。
2023年1月4日，城市規劃委員會舉行全體會議，該用地將更改為H2類居住用地(即商住，或兼容居住和公用設施用途)，有關規劃條件圖草案顯示，該土地面積為1,544平方米，樓宇限高90米。城規會主席兼土地工務局局長黎永亮表示，行政長官賀一誠於2022年11月發表新一年度施政報告時曾經提及，有關地段將用作都市更新的先導計劃，但與鄰近由澳門都市更新股份有限公司的祐漢七棟樓群沒有關係。他預料該用地將作為樣板建設公共房屋，但由於屬於國有土地，暫時未定房屋類型，規劃意向為維持原有地段樓字密度和戶數，正交由有關部門細化設計。而臨時休憩區用地在有關用地落實興建後不再存在。
根據規劃條件圖草案，列出土地用途為「H2類居住用地」，樓宇最大許可高度為90米，最大許可地積比率為11.3倍（其中住宅最大許可建築面積為15,000平方米），最大許可覆蓋率為百分之90.7。
2023年1月16日，土地工務局發出規劃條件圖。相關地段的將建樓宇最大許可高度為90米，最大許可地積比率為11.3倍（其中住宅最大許可建築面積為15,000平方米），最大許可覆蓋率為百分之90.7。從公共建設局的網站可見，該局已把「祐漢新村第八街公共房屋建造工程 - 編制計劃」判給香港華藝設計顧問（澳門）有限公司，價格為594萬元，須在225天內完成。今次沒有採用「公開招標」，而是「直接判給」。
2024年8月，原祐漢新村第八街臨時休憩區用地興建夾屋。樓高30層提供約250個住宅單位，設有3層地庫公共停車場，可提供約約100個汽車及電單車車位，亦會有商業及社會等配套設施。
2024年11月，作為首個都市更新先導計劃的祐漢第八街夾屋項目即將動工，政府委托第三方對周邊樓宇及道路進行全面監測，已展開前期樓宇狀況勘察工作。項目的基礎及地庫工程已作委托，並隨即圍敝工程範圍及動工，臨時休憩區將停止使用。

## 外部資料
- 澳門自然網-祐漢新村第八街休憩區 （页面存档备份，存于）
- 公共建設局-祐漢新村第八街公共房屋建造工程 - 基礎及地庫